# Grégoire Jacq
Grégoire Jacq (9 de noviembre de 1992) es un jugador de tenis francés.
Jacq su ranking ATP más alto de singles fue el número 332, logrado el 29 de octubre de 2018. Su ranking ATP más alto de dobles fue el número 127, logrado el 26 de febrero de 2024.

## Títulos ATP (0; 0+0)

### Dobles (0)
| Leyenda                         |
| ------------------------------- |
| Grand Slam (0)                  |
| ATP World Tour Finals (0)       |
| ATP World Tour Masters 1000 (0) |
| ATP World Tour 500 (0)          |
| ATP World Tour 250 (0)          |

#### Finalista (2)
| N.º | Fecha               | Torneo | Superficie    | Pareja         | Oponentes en la final                     | Resultado |
| --- | ------------------- | ------ | ------------- | -------------- | ----------------------------------------- | --------- |
| 1.  | 21 de julio de 2024 | Bastad | Tierra batida | Manuel Guinard | Orlando Luz Rafael Matos                  | 5-7, 4-6  |
| 2.  | 26 de julio de 2024 | Umag   | Tierra batida | Manuel Guinard | Guido Andreozzi Miguel Ángel Reyes Varela | 4-6, 2-6  |

## Títulos Challenger; 9 (0 + 9)
| Leyenda             | Individuales | Dobles |
| ------------------- | ------------ | ------ |
| ATP Challenger Tour | 0            | 9      |

### Dobles
| N.º | Fecha      | Torneo        | Superficie    | Compañero      | Oponentes en la final                 | Resultado        |
| --- | ---------- | ------------- | ------------- | -------------- | ------------------------------------- | ---------------- |
| 1.  | 18.06.2023 | Lyon          | Tierra batida | Manuel Guinard | Constantin Frantzen Hendrik Jebens    | 6-4, 2-6, [10-7] |
| 2.  | 08.07.2023 | Troyes        | Tierra batida | Manuel Guinard | Álvaro López San Martín Daniel Rincón | w/o              |
| 3.  | 23.07.2023 | Amersfoort    | Tierra batida | Manuel Guinard | Mats Hermans Sander Jong              | 6–4, 6–4         |
| 4.  | 13.08.2023 | Meerbusch     | Tierra batida | Manuel Guinard | Fernando Romboli Marcelo Zormann      | 7-5, 7-6(3)      |
| 5.  | 13.01.2024 | Nonthaburi II | Dura          | Manuel Guinard | Francis Alcantara Sun Fajing          | 6-4, 7-6(5)      |
| 6.  | 23.03.2024 | Zadar         | Tierra batida | Manuel Guinard | Roman Jebavý Zdeněk Kolář             | 6-4, 6-4         |
| 7.  | 16.06.2024 | Lyon          | Tierra batida | Manuel Guinard | Markos Kalovelonis Vladyslav Orlov    | 4-6, 6-3, [10-6] |
| 8.  | 14.09.2024 | Rennes        | Dura (i)      | Sander Arends  | Antoine Escoffier Joshua Paris        | 6-4, 6-2         |
| 9.  | 22.03.2025 | Murcia        | Tierra batida | Orlando Luz    | Jesper de Jong Mats Hermans           | 6-4, 6-4         |